# 擔杆山

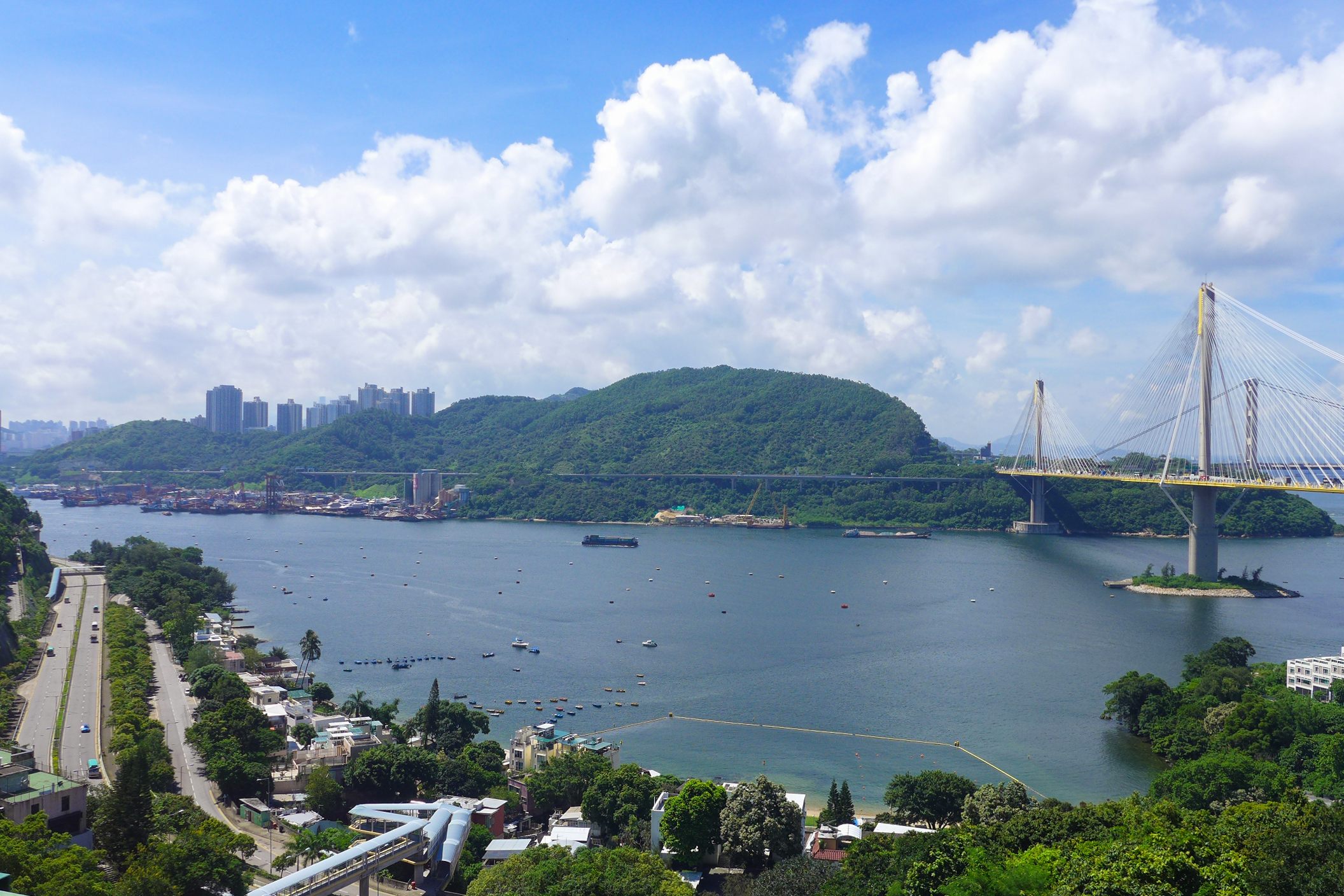
擔杆山

擔杆山（英語：Tam Kon Shan，又寫作担杆山、擔竿山）是香港的一座山峰，位於新界青衣島上，門仔塘與樟樹頭之間。山峰的東部被夷平，以興建長安邨的西部。附近的担杆山路及担杆山交匯處也是以此山作命名。
擔杆山昔日有種植茶葉，該處出產的擔竿茶更被譽為香港四大名茶之一。惟現時該處已不再出產任何茶葉。

## 客家話中「擔竿」之詞義
客家話「擔竿」之詞意為「扁擔」；在清代已經有客家人定居於青衣島上，包括鄧姓客家原居民。